# Altsachsenheim

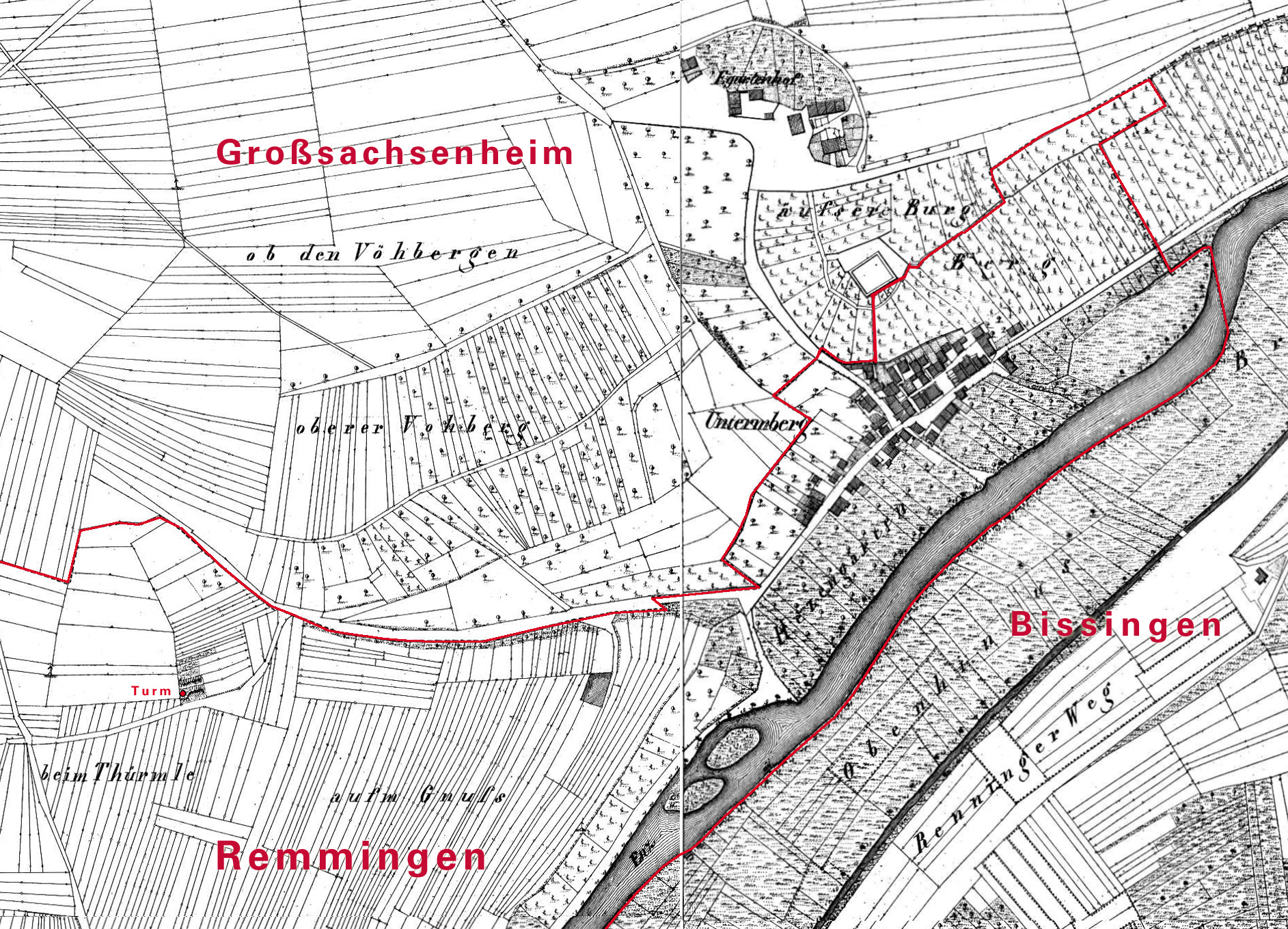
Lage von Burg, Egartenhof und Türmle mit Untermberger Markungsgrenze

Altsachsenheim ist die Ruine einer Höhenburg auf der Gemarkung der Stadt Sachsenheim im baden-württembergischen Landkreis Ludwigsburg.

## Lage
Die Ruine der Burganlage liegt an der Hangkante der Hochebene über dem Ort Untermberg im Enztal, 230 m ü. NN. Die Südwand der Kernburg steht nur knapp 1 Meter hinter der Markungsgrenze von Großsachsenheim und Untermberg, was auf einen Zuerwerb Untermberger Winzer nach der Aufgabe der Burg schließen lässt. Westlich der Burg führt ein steiler Hohlweg vom Burgweiler Egartenhof in einer „Klinge“ nach Untermberg hinunter. Die Lage über dem Enztal ermöglichte es den Burgherren, Zölle von Flößern und Fuhrleuten zu erheben.
Das auf ursprünglich Remminger Markung errichtete Untermberg gehörte bis 1953 zur Stadt Großsachsenheim, wurde dann aber in die Gemeinde Bissingen an der Enz eingegliedert und kam mit dieser im Rahmen der Gemeindereform 1975 zur heutigen Stadt Bietigheim-Bissingen. Die Burgruine Altsachsenheim wurde somit von Untermberg getrennt, blieb also bei Großsachsenheim, das im Rahmen der Gemeindereform in der heutigen Stadt Sachsenheim aufging.

## Geschichte
Die in den Quellen meist „Äußere Burg“ oder 1787 auch „Obermberg“ genannte Höhenburg soll im 13. Jahrhundert als Stammsitz der Herren von Sachsenheim erbaut worden sein. 1240 wird sie erstmals urkundlich erwähnt. Auch weil das Schloss Großsachsenheim anstelle einer durch Ausgrabungen belegten Vorgängerburg aus dem 11. Jahrhundert erbaut wurde, hält es das Landesdenkmalamt allerdings für wahrscheinlich, dass die an der Markungsgrenze gelegene Äußere Burg nicht ihr Stammsitz war, sondern von den mit ihnen verwandten Herren von Remmingen erbaut wurde. Auf dieses Geschlecht geht auch der Herrenhof in Remmingen und das Remminger Schlössle im Rotenacker zurück. Dessen Burgstall über dem ehemaligen Remmingen ist noch erkennbar. Der Herrenhof im abgegangenen Remmingen bzw. Remmigheim soll der eigentliche Stammsitz der Sachsenheimer als Seitenlinie der Remminger gewesen sein. Möglicherweise hat sich auch eine Linie der Herren von Remmingen nach Sachsenheim umbenannt, als sie in den Besitz dieser Herrschaft kam.
Während der Fehde zwischen den Sachsenheimern und den Württembergern im Rahmen des Schleglerkriegs haben die Truppen Graf Eberhards III. von Württemberg viele Sachsenheimer Güter zerstört. Das Landesdenkmalamt fand Belege, dass davon auch „Altsachsenheim“ betroffen war.
Um 1430 ging die Burg an die Herren von Nippenburg. Nach dem Aussterben der Herren von Sachsenheim fiel deren verbliebener Besitz 1561 an das Haus Württemberg.

## Anlage
Die Kernburg hat einen nahezu quadratischen Grundriss: In Nord-Süd-Richtung misst sie 30 Meter, in Ost-West-Richtung knapp 28 Meter. Ihre kastellartige Kubatur ähnelt der Burg Dürrmenz bei Mühlacker. Die bis zu 14 Meter hohen Mauern sind rund 3 Meter stark, auf der Talseite allerdings nur 2,4 Meter. Im Inneren der Burg lassen sich laut Landesdenkmalamt „ein Gebäude entlang der Westseite sowie je ein Gebäude in der Nordostecke und in der Südostecke ablesen, von denen sich weiter nichts Sichtbares erhalten hat“. Im Innern der Ruine ist an den Kragsteinen zu erkennen, dass die einstigen Gebäude aus drei Geschossen bestanden. Bei der Untersuchung im Zuge der Bestandssicherung differenzierte das Landesdenkmalamt drei Bauphasen im Zeitraum von etwa 1250 bis 1350 und eine nicht genauer eingrenzbare vom 14. bis ins 16. Jahrhundert. Möglicherweise geht nur die letzte Phase auf die Herren von Sachsenheim zurück.

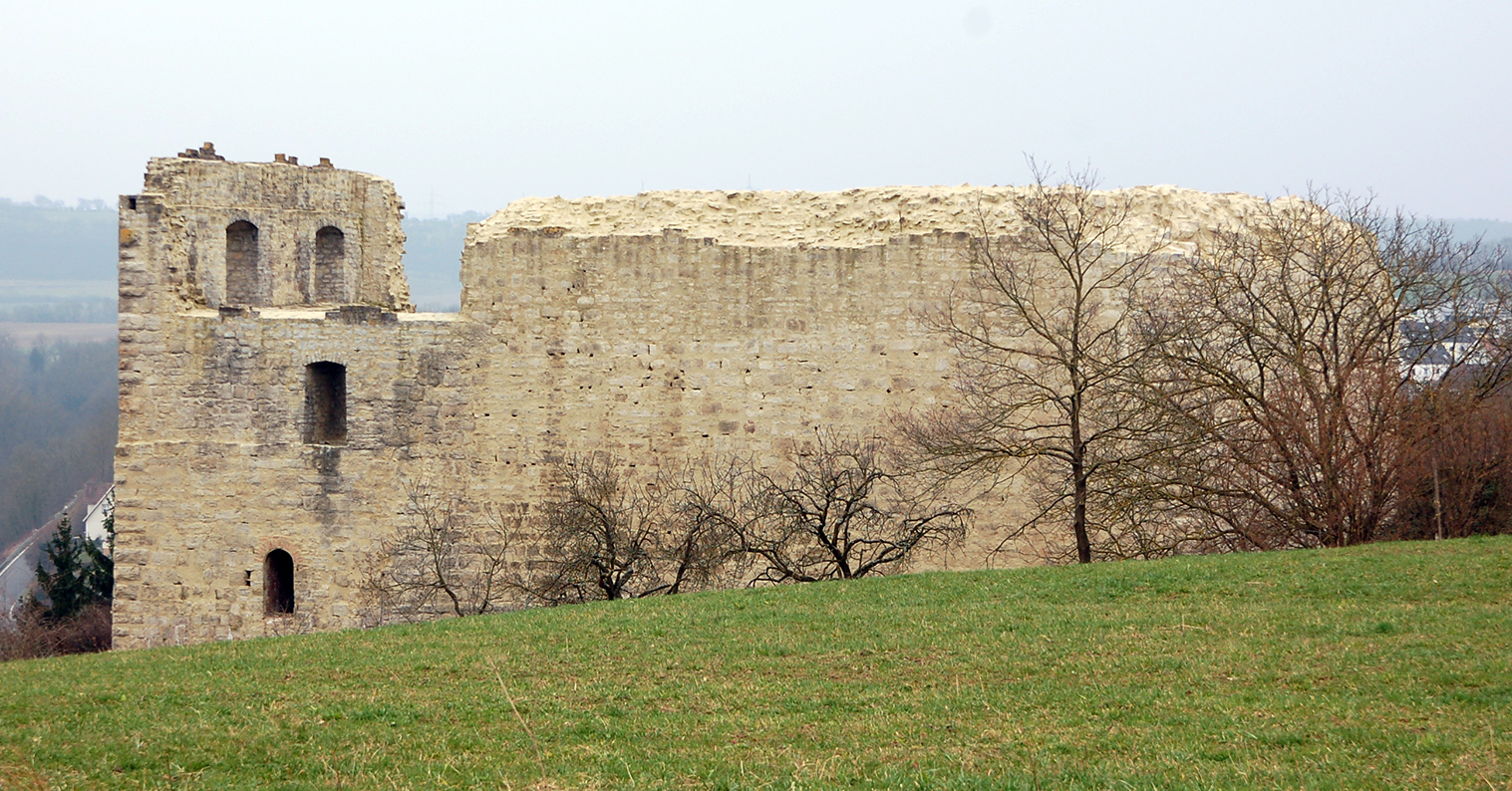
Ansicht von Osten. Nord- und Westwand haben keine Fenster
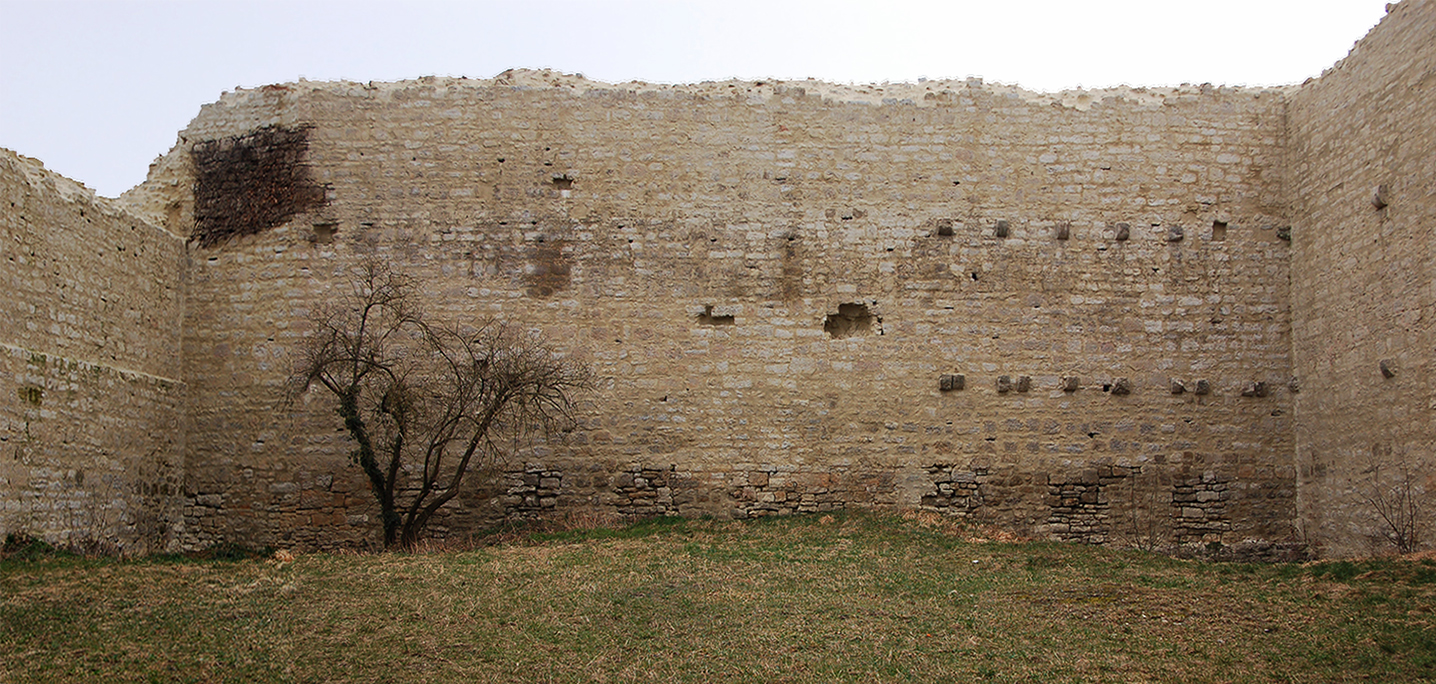
Blick durchs Tor in die Kernburg, von der nur noch Außenmauern bestehen
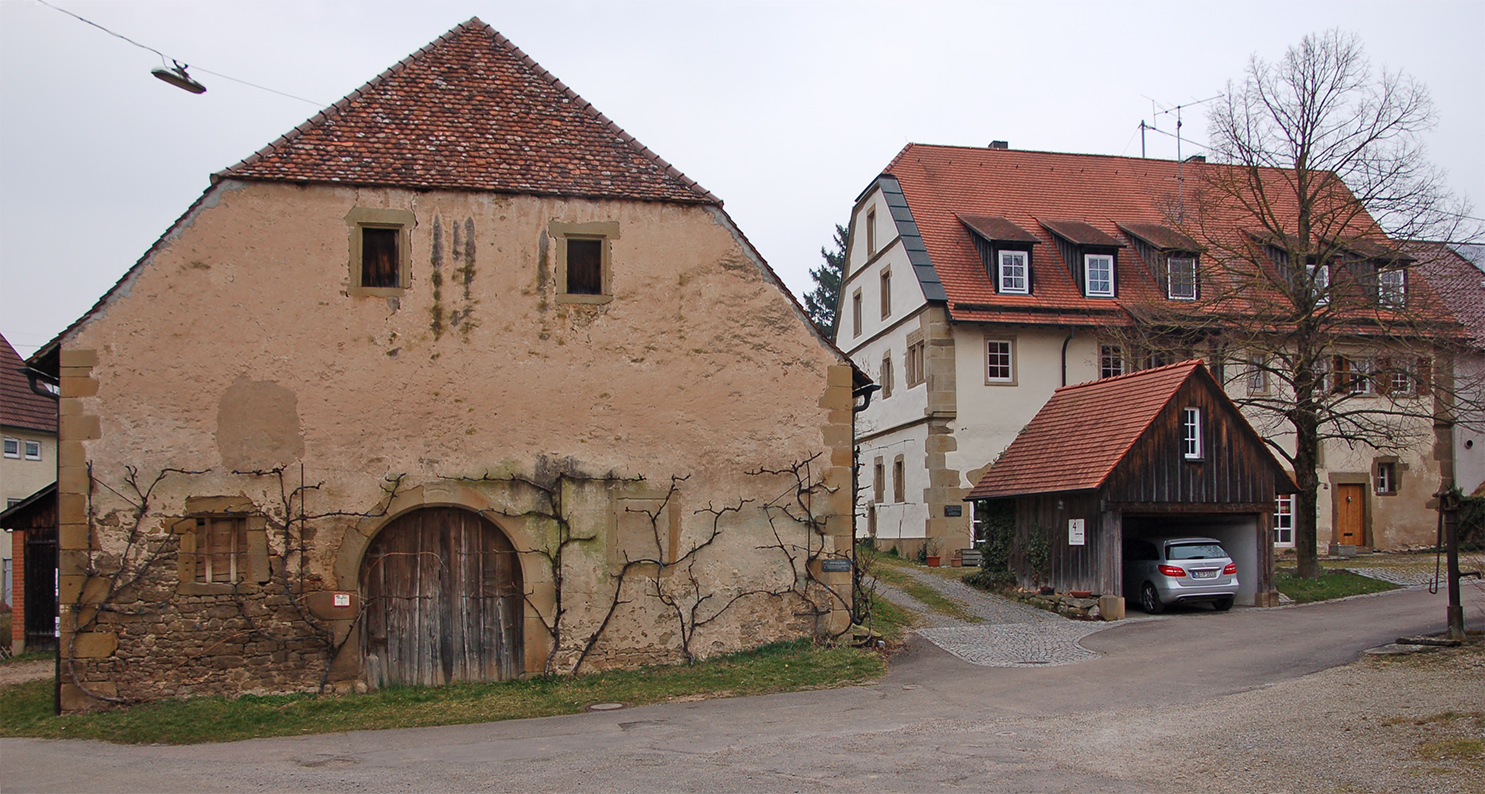
Kelter und Herrenhaus im Egartenhof, ab 1571 erbaut
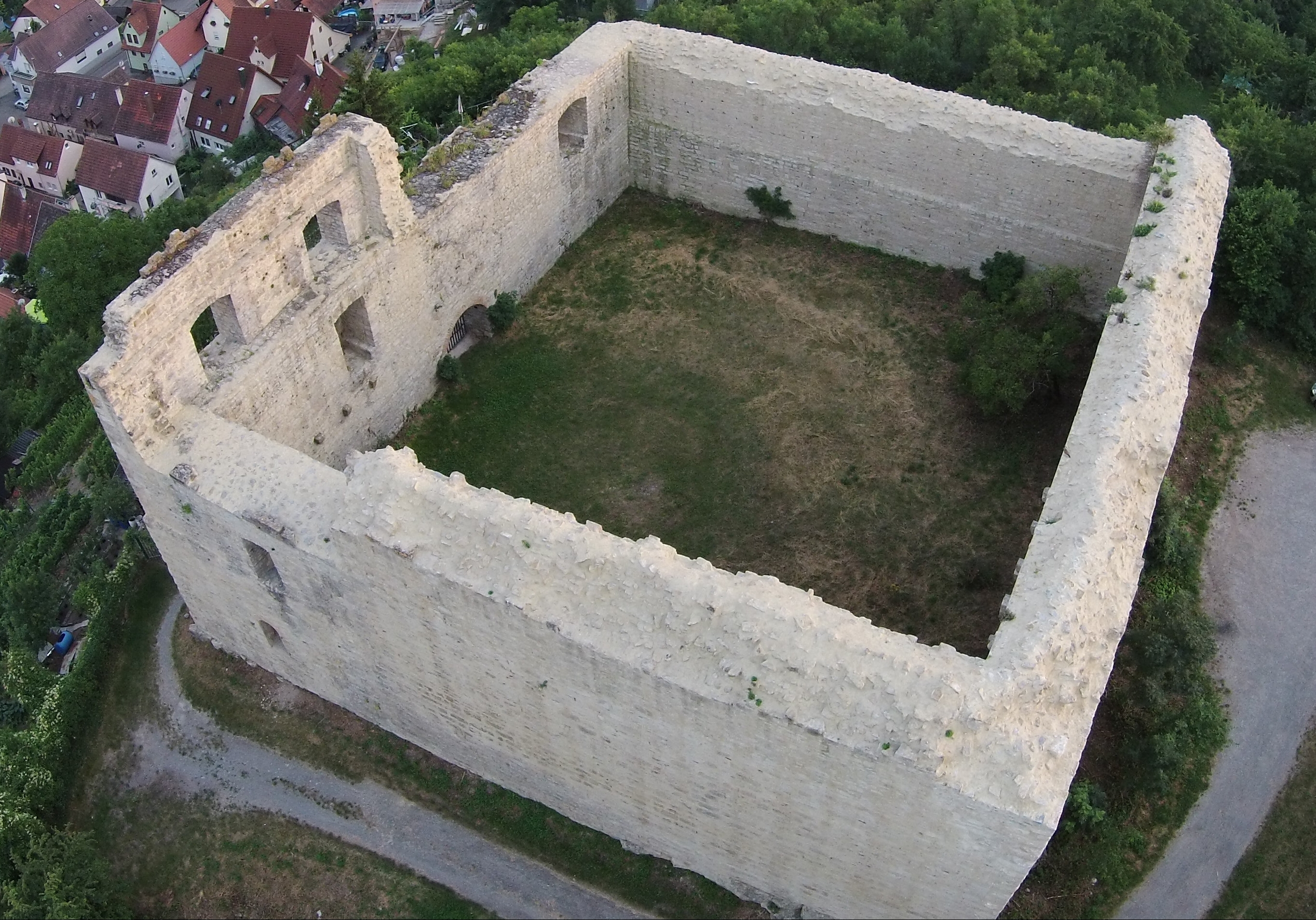
Luftaufnahme der Burgruine Altsachsenheim am Abend
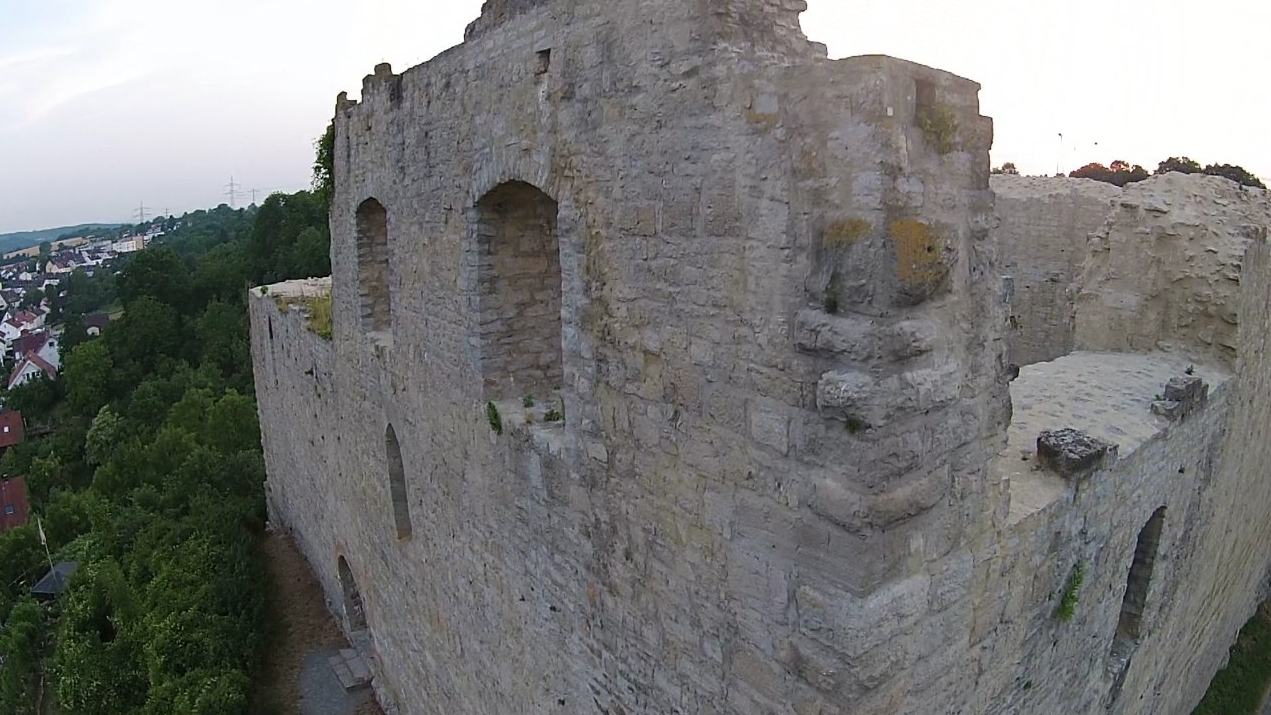
Burgruine Altsachsenheim östliche Ecke

### Egartenhof
Stark 50 Meter nördlich der Ruine liegt der Weiler Egartenhof, der aus einem zur Burg gehörenden Gutshof hervorgegangen ist. Das Herrenhaus wurde laut Inschrift 1571 vom württembergischen Vogt Johann Rösslin erbaut. Daneben steht eine große Kelter, die zur selben Zeit entstanden sein könnte.

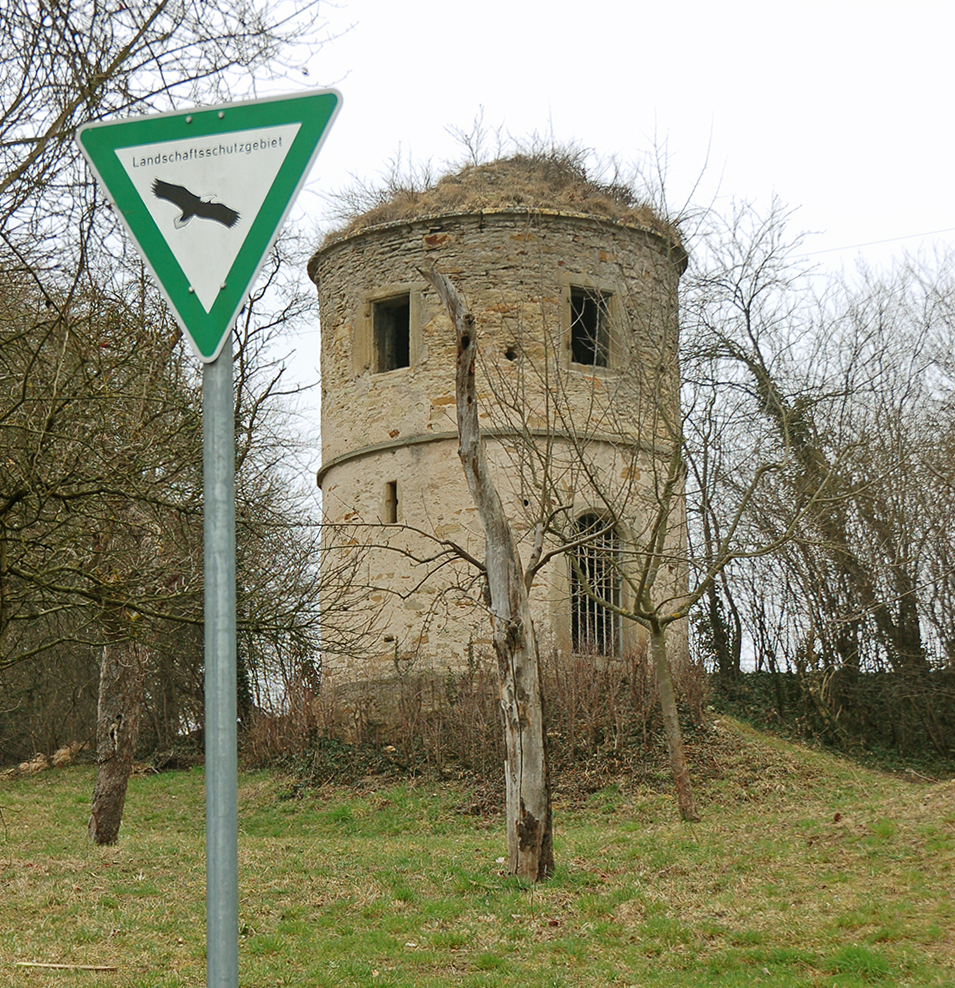
Türmle bei einer kleinen Wüstung westlich von Untermberg

### Außenposten der Burg?
Etwa ein Kilometer westlich findet sich das „Türmle“, an dessen Portal die Jahreszahl 1574 nahelegt, dass es wohl ebenfalls vom Vogt Johann Rösslin erbaut oder renoviert wurde. Der mitunter als Außenposten der Burg angesprochene zweistöckige Turm hat mit dieser eher nichts zu tun, sondern diente vermutlich in württembergischer Zeit als Beobachtungs-, Sicherungs- und Signalposten. Sein gelegentlich auftauchender Spitzname „Mäuseturm“ soll von „Maut“ (Zoll) am nahen Postweg herrühren, der von Großsachsenheim über die Remmigheimer Brücke und durch das Remminger Tal nach Grüningen führte. Ungeklärt ist die bis heute sichtbare Wüstung beim Turm, zu dem offenbar weitere Gebäude gehörten.